# Jean-Baptiste Fossin
Jean-Baptiste Fossin (1786–1848) est un orfèvre, joaillier, peintre et sculpteur français.

## Biographie
Jean-Baptiste Fossin naît le 28 juin 1786 à Paris et meurt le 4 octobre 1848 à Vaudoyen. Il est enterré au cimetière de Montmartre avec sa femme et son fils et successeur Jean-François, dit Jules Fossin.

### Joaillerie
La fameuse maison de joaillerie française, qui s'appelle aujourd'hui Chaumet, a été fondée en 1780 à Paris par Marie-Étienne Nitot. Nitot devient fournisseur officiel de l'Empereur en 1802. C'est lui qui dessine la couronne et l'épée impériale. Après l'abdication de Napoléon, Nitot et son fils vendent leur affaire à Jean-Baptiste Fossin. Fossin et son fils Jules acquièrent une grande notoriété pour leur joaillerie dans le goût romantique et inspirée de la Renaissance italienne, ainsi que ses ornementations à motifs de feuilles de vigne, de fruits et d'aubépine. Ils jouissent de la confiance d'une clientèle aristocratique, aussi bien en France qu'en Europe.
Le fils de Jean-Baptiste Fossin, Jules, s'associe avec Jean-Valentin Morel pour ouvrir une affaire à Londres. Marie Morel, fille du fils de Morel, Prosper, épouse Joseph Chaumet qui hérite de la Maison de joaillerie en 1885.

### Sculpture et peinture
Il expose au Salon en 1846 et 1847 avec Le Triomphe du Christ, La prière (marbre), La Vierge et l'Enfant Jésus aux passiflores (peinture), et une statue de marbre intitulée Miroir. Fossin reçoit une médaille de bronze en 1847.